# Parazaona morenensis
Espèce
Synonymes
- Chelifer morenensis Tullgren, 1908

Parazaona morenensis est une espèce de pseudoscorpions de la famille des Chernetidae.

## Distribution
Cette espèce est endémique d'Argentine. Elle se rencontre dans les provinces de Jujuy, du Chaco, de Santiago del Estero et de Buenos Aires.

## Étymologie
Son nom d'espèce, composé de moren[o] et du suffixe latin -ensis, « qui vit dans, qui habite », lui a été donné en référence au lieu de sa découverte, Moreno.

## Publication originale
- Tullgren, 1908 : Über einige exotische Chelonethiden. Entomologisk Tidskrift, vol. 29, p. 57-64 (texte intégral).